# Sergei Sviatchenko

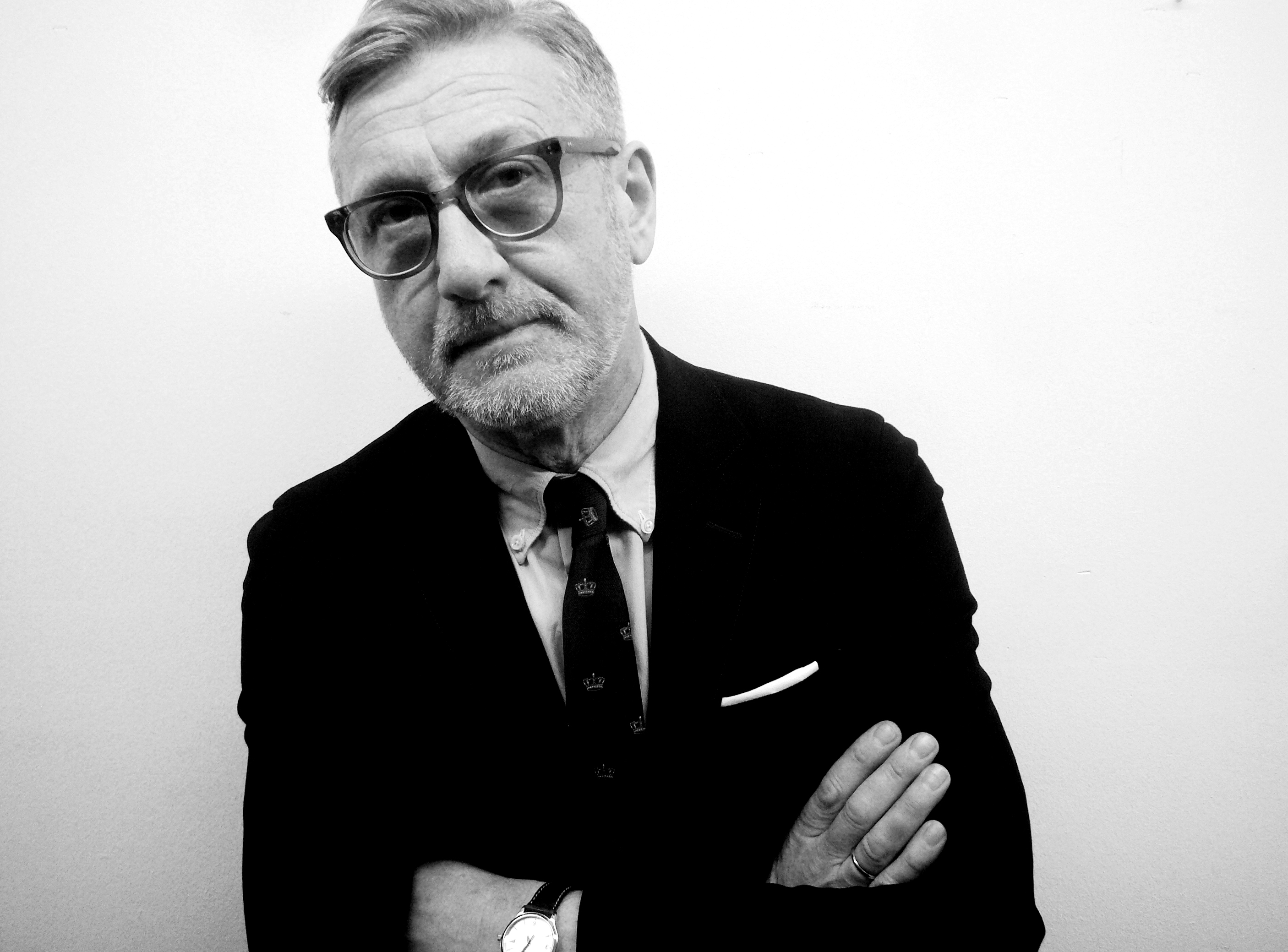
Nascido na Ucrânia na década de 1960, tornou-se um dos artistas de colagem mais prestigiado da atualidade.

Sergei Sviatchenko (*1952 em Kharkov) é um artista ucraniano que viva em Dinamarca. Sviatchenko graduou-se da academia das artes e da arquitetura em Kharkov 

## Estilo
O estilo de Sviatchenko é reconhecido facilmente. É um tipo do expressionism abstrato em que pinta sobre o motivo diversas vezes a fim alcangar um motriz que evoque determinados sentimentos nas mentes dos visores. Em muitas de suas pinturas de paisagem, a profundidade do retrato é mais importante do que o motivo próprio. 

## Meios
Sviatchenko experimenta constantemente com os meios e as instalações. Seu meio favorito é pintura acrílica na lona, mas igualmente fêz as instalações, a arte video, a arte da foto e as colagens. Frequentemente fêz manipulações em fotos. A colagem era a razão que se tornou conhecido na Ucrânia. A arte abstrata não era boa considerada na União Soviética onde a arte foi supor para suportar o regime. 

## Inspiração
A inspiração à arte de Sviatchenko, começ do surrealismo e da arquitetura entre outras coisas. Michelangelo e Le Corbusier que sucederam para unir a arquitetura e as belas artes inspiraram-no. O pai de Sergei, Evgenij Sviatchenko, que era professor de arquitetura e um artista ele mesmo, era não obstante sua fonte mais importante de inspiração. Evenij mostrou a Sergei a arte do russo antes da Revolução Russa de 1917 em que a cor branca era em particular crucial para a luz e o espaço na pintura (Paintings & others: 160). 

## Literatura
- Sviatchenko, Sergei. Sergei Sviatchenko, Borgens Forlag, 2002 Sviatchenko, Sergei.
- Sergei Sviatchenko: Paintings & Others 1991-2006, Hovedland, 2006